# Skagerrakschlacht
Helgoland (1914) – 22. September 1914 – Texel – Yarmouth – Scarborough, Hartlepool und Whitby – Cuxhaven – Doggerbank (1915) – Noordhinder Bank – Doggerbank (1916) – 29. Februar 1916 – Yarmouth und Lowestoft – Skagerrak – 19. August 1916 – Kanal (1916) – Kanal (1917) – Shetland-Inseln – Helgoland (1917) – Bergen – Seebrügge und Ostende – Tondern
Die Seeschlacht vor dem Skagerrak, im Allgemeinen auch Skagerrakschlacht oder (nach der englischen Bezeichnung Battle of Jutland) Schlacht von Jütland genannt, war die größte Seeschlacht des Ersten Weltkrieges zwischen der deutschen Hochseeflotte und der Grand Fleet der Royal Navy vom 31. Mai 1916 bis zum 1. Juni 1916 in den Gewässern vor Jütland. Sie war die größte Flottenschlacht zwischen Großkampfschiffen, die überwiegend bei Tageslicht ausgefochten wurde. 
Die deutsche Flotte plante einen Vorstoß gegen die Handelsschifffahrt an der Südküste Norwegens, um dabei einzelne britische Einheiten oder Verbände wie die Schlachtkreuzerflotte aufzuspüren. Das Skagerrak ermöglichte dabei einen alternativen Rückzugsweg in die Ostsee. Der britische Nachrichtendienst hatte die deutschen Befehle jedoch auswerten können, und die Royal Navy plante daraufhin, die deutsche Flotte zwischen der Grand Fleet und den Schlachtkreuzern einzuschließen.
Am Nachmittag des 31. Mai trafen die Schlachtkreuzergeschwader aufeinander. Der Kampf verlagerte sich nach Süden, bis es zum Zusammentreffen mit dem deutschen Hauptverband kam. Das britische Geschwader wendete daraufhin nach Norden zur britischen Hauptstreitmacht. Zwischen 19:30 Uhr und Einbruch der Dunkelheit um 21:30 Uhr bekämpften sich dann beide Flotten mit zusammen etwa 250 Schiffen. Im Schutz der Dunkelheit gelang der deutschen Flotte der Durchbruch durch die britische Formation und anschließend die Rückkehr in die Heimathäfen.
Der Ausgang der Schlacht ist differenziert zu beurteilen: Die Briten hatten deutlich höhere Verluste an Menschenleben und Schiffen zu beklagen, obwohl sie die stärkeren Kräfte in die Schlacht führten. Der Erfolg der deutschen Seite bestand de facto jedoch nur darin, ein Unentschieden erreicht zu haben. Darüber hinaus änderte die Schlacht nichts an der strategischen Ausgangslage, was es der Royal Navy ermöglichte, die Seeblockade bis zum Ende des Krieges aufrechtzuerhalten, da die deutsche Hochseeflotte keine Entscheidungsschlacht mehr wagte.

## Die Flotten

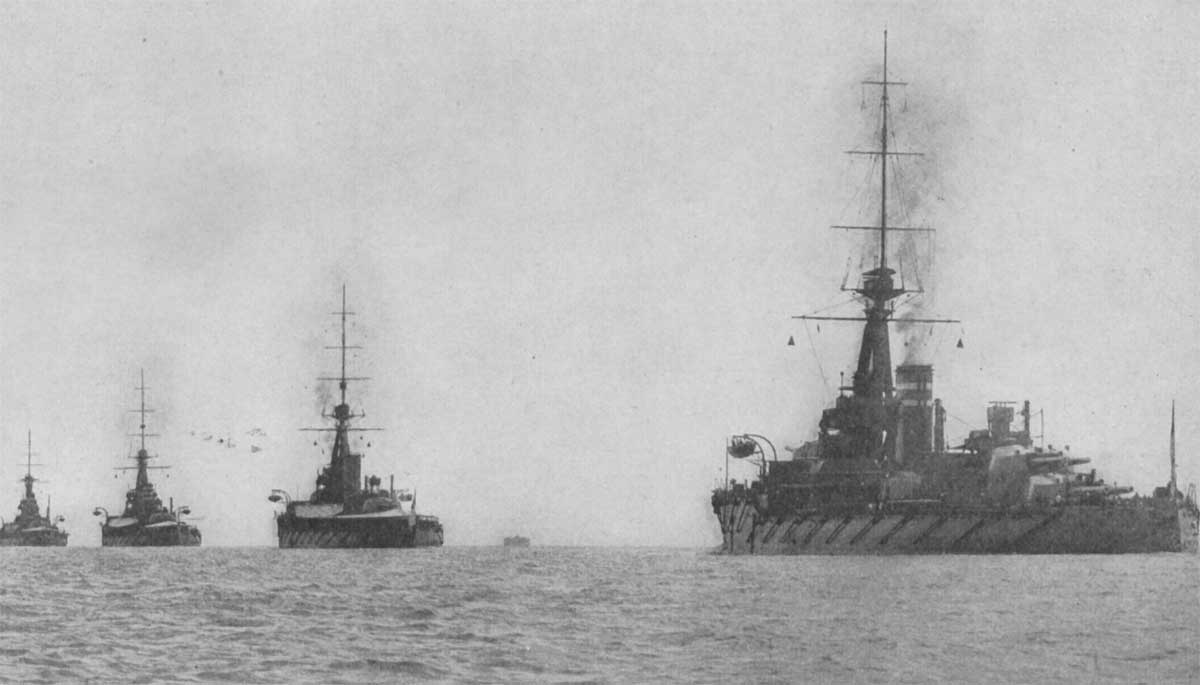
Eine Division des 2. Schlachtschiffgeschwaders der Grand Fleet: King George V. gefolgt von Thunderer, Monarch und Conqueror

### Wichtige Faktoren
Die Grand Fleet war etwa im Verhältnis 8:5 überlegen.
Die britischen Schiffe waren im Allgemeinen auch mit größeren Kalibern (30,5 cm, 34,3 cm und 38,1 cm auf den britischen Großkampfschiffen gegenüber 28 cm und 30,5 cm auf ihren deutschen Gegenstücken) bestückt, die noch dazu eine höhere effektive Reichweite hatten. Die deutschen Geschütze zeichneten sich im Allgemeinen durch eine höhere Mündungsgeschwindigkeit aus, was (außer bei sehr großen Entfernungen) es den Granaten erleichterte, vertikale Panzerung zu durchschlagen.
Die am späten Nachmittag herrschende gute Sicht ermöglichte es den britischen Schiffen, ihren Reichweitenvorteil auszuspielen und die Kampfentfernung bis auf 14 Kilometer auszudehnen. Eine wirkungsvolle Feuerleitung setzte zur damaligen Zeit voraus, dass man die eigenen Granateinschläge beobachten konnte, um so die Ausrichtung der eigenen Geschütze entsprechend zu korrigieren. Die Briten feuerten dazu komplette Salven, beobachteten die Einschläge und korrigierten danach die Schießentfernung um einen Standardwert von 400 yards (knapp 366 m) und feuerten erneut. Es konnte so einige Zeit dauern, bis man deckend schießen konnte (Bracket System). Das britische Feuerleitsystem war ausgereifter als das deutsche, es ermöglichte das Drehen, Senken und Erhöhen von einer einzigen Position gewöhnlich auf dem Mars des Fockmastes. Die Daten wie Seitenrichtbereich und Rohrerhöhung wurden elektrisch an Entfernungsuhren in den Geschütztürmen und analoge Rechner wie den Dreyer Fire Control Table übermittelt, der daraus Kurs und Reichweite errechnete. Das Leitsystem der Deutschen funktionierte ähnlich, doch wurden die Geschütze einzeln ausgerichtet und abgefeuert. Des Weiteren besaßen sie keine Analogrechner, sondern verwendeten weiterhin Fernrohre.
Ein weiterer Vorteil wären die deutschen Marineluftschiffe gewesen. Vizeadmiral Beatty sagte dazu nach der Schlacht: „Der Feind hat immer noch das Monopol der besten Luftaufklärung bei gutem Wetter, bei dem ein Zeppelin so viel tun kann wie fünf oder sechs Kreuzer.“ Allerdings konnten am 30. Mai 1916 wegen der Windverhältnisse keine Luftschiffe starten, während die am 31. Mai eingesetzten nicht näher als 30 Seemeilen an die Flotten herankamen. Die Führung der deutschen Hochseeflotte hatte auf die im Allgemeinen nur mäßige Sicht – etwa 7 Kilometer – in der Nordsee gesetzt und die jeweils gleichzeitig mit britischen Einheiten gebauten Schiffe mit etwas kleineren, weniger weittragenden Geschützen bestückt, zugunsten höherer Feuergeschwindigkeit und einer vollwertigen Mittelartillerie. Diesen Nachteil kompensierte die Hochseeflotte mit (verglichen mit britischen Geschützen gleichen Kalibers) durchschlagskräftigeren Granaten, sehr zuverlässigen Entfernungsmessgeräten, (v. a. bei den Schlachtkreuzern) einer besseren Panzerung und besseren sonstigen Schutzeinrichtungen. Die deutsche Trefferquote war im Ergebnis mit 3,3 % ein gutes Stück höher als die britische mit 2,2 %.
Bei den Briten kam erschwerend hinzu, dass die in der Schlacht eingesetzten Granaten einen Hang zu Fehlfunktionen besaßen: Manche detonierten schon beim Aufschlag auf die Panzerung, statt diese zu durchdringen. In anderen Fällen gelang Granaten zwar das Durchschlagen; sie wurden dabei aber wegen ihrer schwächeren Konstruktion so beschädigt, dass sie nicht mehr detonierten. Daher konnten sie Lecks verursachen, nicht jedoch das Schiff durch Brände und Folgeexplosionen gefährden.
Abhilfe wurde erst Anfang 1918 mit der Einführung der sogenannten Greenboy-Granaten geschaffen.

## Planungen und Lagebeurteilung

### Deutsches Kaiserreich

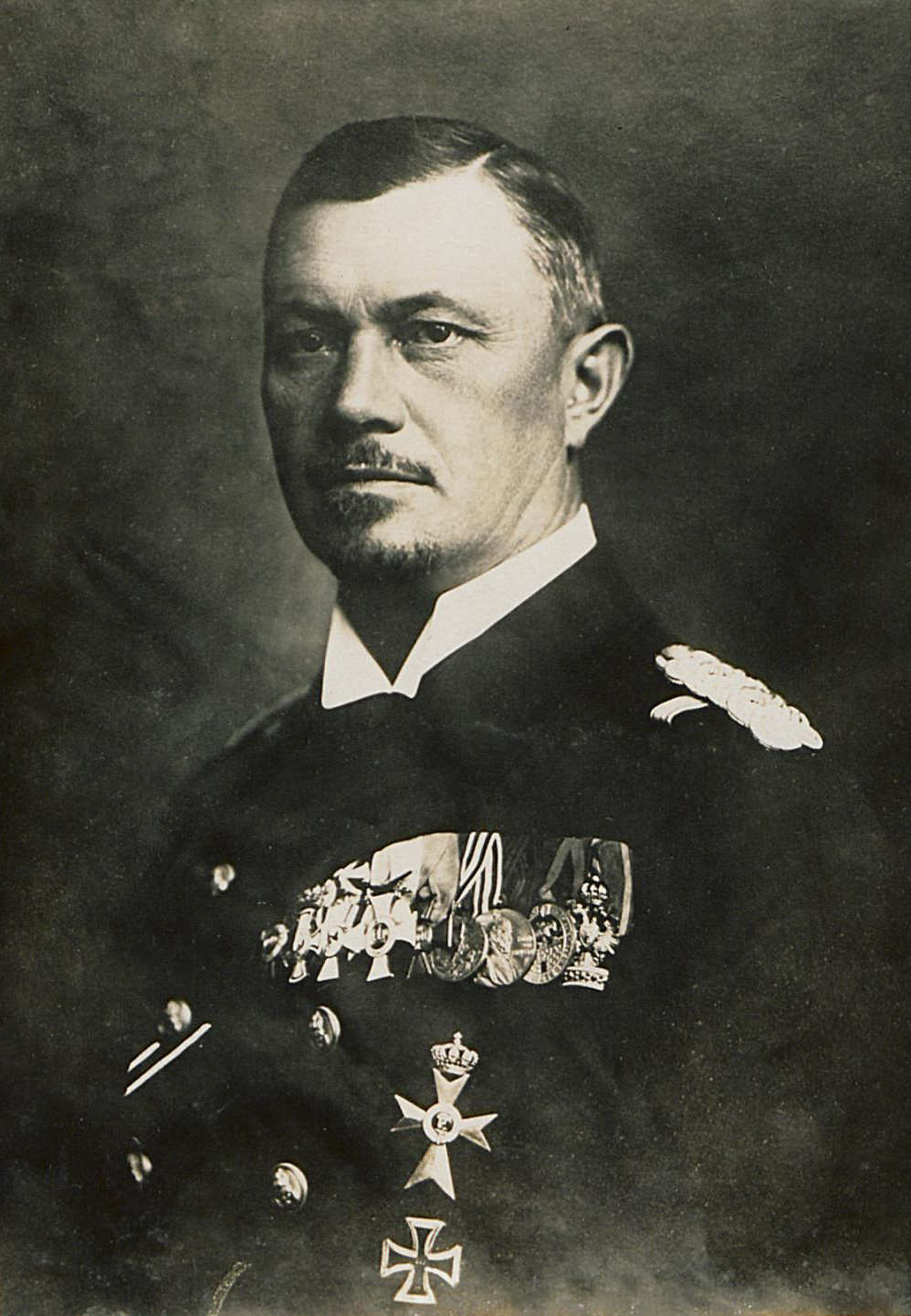
Flottenchef Vizeadmiral Reinhard Scheer

Bis zum Januar 1916 verhielt sich die deutsche Hochseeflotte, in Übereinstimmung mit ihren Operationsbefehlen, gemäß ihrer Unterlegenheit defensiv. Einzelne Vorstöße gegen die britische Küste durch Beschießung von Küstenstädten blieben weitgehend ergebnislos. Als Vizeadmiral Scheer im Januar 1916 den erkrankten Admiral Hugo von Pohl als Flottenchef ablöste, erreichte er bei Kaiser Wilhelm II. die Genehmigung für eine offensivere Seekriegführung. Scheer war zu dem Ergebnis gekommen, dass die Angriffe auf Lowestoft und Great Yarmouth zu weit südlich erfolgten, daher trieb er Pläne für Operationen gegen Sunderland voran.
Mit Beatty in Rosyth konnte er niemals bei einem Angriff so weit im Süden eingreifen und somit auch niemals in eine Falle tappen.
Der Plan sah vor, einzelne britische Flottenteile durch Angriffe der Schlachtkreuzer auf die Küstenstädte zu provozieren und sie mit der zahlenmäßig überlegenen Hochseeflotte, die in einer Aufnahmestellung in der Nähe der Doggerbank wartete, zu vernichten. Dies sollte von U-Booten und Minen vor den britischen Stützpunkten unterstützt werden. Nach einem so erzielten Kräfteausgleich sollte eine Seeschlacht zwischen den Hauptkräften der Grand Fleet und der Hochseeflotte herbeigeführt werden.
Der Beginn der Operation war für den 17. Mai 1916 geplant, musste jedoch wegen schlechten Wetters abgesagt werden, da keine Luftaufklärung durch Zeppeline erfolgen konnte. Daher wurde der Angriff zunächst auf den 23. Mai verschoben. Doch Schäden an mehreren seiner Schiffe, u. a. Probleme mit den Dampfkesseln, zwangen Scheer, den Termin ein weiteres Mal zu verschieben, diesmal auf den 29. Mai. Bis zu diesem Zeitpunkt waren die deutschen U-Boote bereits zwei Wochen auf See. Sie hatten nur noch wenig Diesel; eines war bereits gesunken, ein anderes musste nach Deutschland zurückkehren und nur noch vier von achtzehn befanden sich auf ihrer Position.
Da Deutschland nur wenige Schiffe zum Schutz seiner Kolonien bereitstellen musste, konnte der größte Teil in der Nordsee und Ostsee verbleiben. Die deutschen Schiffe ankerten in Wilhelmshaven an den Mündungen der Elbe, Weser und Ems und waren durch den Nord-Ostsee-Kanal mit der Marinewerft in Kiel in der Ostsee verbunden. Die U-Boote befanden sich in Brügge, Seebrügge und Ostende.

### Vereinigtes Königreich
Im Gegensatz zum Deutschen Kaiserreich, für welches als Landmacht eine fremde Vorherrschaft in der Nordsee zwar hinderlich, aber nicht existenziell bedrohlich war, war das Vereinigte Königreich auf seine Flotte unbedingt angewiesen, um den wichtigen Seehandel und benötigten Nachschub sicherzustellen sowie seine Besitzungen im Kontext des Britischen Weltreichs halten zu können.
Die Briten hätten deshalb im Falle einer verheerenden Niederlage fast alles verlieren können. Nicht umsonst nannte Churchill Admiral Jellicoe später „den einzigen Mann auf beiden Seiten, der den Krieg an einem Nachmittag verlieren konnte“.
Überdies war bekannt, dass die Deutschen gerne mit U-Booten und Minen auf den Rückzugswegen arbeiteten. Eine Verfolgung sich absetzender deutscher Kräfte wurde deshalb nicht in die Pläne aufgenommen.
Auch wenn die Briten mit ihren Basen in Schottland einen geographischen Vorteil hatten, gab es in diesem Gebiet zunächst nur wenige Einrichtungen für eine so große Flotte. Die neue Werft in Rosyth war nicht vor 1916 einsatzbereit und die Ankerplätze in Scapa Flow und Cromarty waren bis November 1914 schutzlos gegenüber U-Booten. Daher ankerte die Grand Fleet lange Zeit im Loch Ewe, im Lough Swilly und im Loch Na Keal, während die Harwich Force zeitweise im Nore ankerten.
Jellicoe plante seine Operation für den 2. Juni. Zwei Geschwader aus leichten Kreuzern sollten als Köder zwischen Dänemark und Schweden kreuzen, wo hinter den Kreuzern Beatty und Jellicoe lauerten. Die deutschen Zeppeline sollten durch Wasserflugzeuge vertrieben werden. Des Weiteren ließ er neue Minen legen und positionierte U-Boote im Gebiet zwischen Helgoland und Horns Rev.

## Ablauf

### Aufmarsch

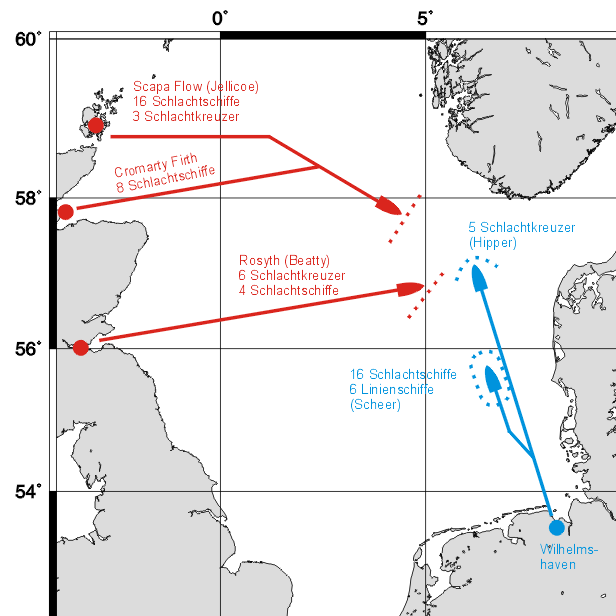
Das Zusammentreffen der Flottenteile

Da die nachrichtendienstliche Abteilung der britischen Admiralität Room 40 in der Lage war, den deutschen Funkverkehr abzufangen und zu entschlüsseln, war sie bereits ab dem 28. Mai im Bilde, dass den deutschen Kräften erhöhte Einsatzbereitschaft befohlen wurde. Ab dem Morgen des 30. Mai rechnete sie mit einem Auslaufen der Hochseeflotte am Abend desselben oder frühen Morgen des Folgetages. Um 19:40 Uhr erging der Auslaufbefehl an die Grand Fleet, die damit noch vor der Hochseeflotte gegen 21:30 Uhr in See stach. Die Hochseeflotte lief gegen 2:00 Uhr am 31. Mai aus. (Alle Zeitangaben in damals geltender deutscher Kriegssommerzeit, GMT + 2 Stunden)
Die Grand Fleet war auf drei Stützpunkte verteilt:
- in Rosyth am Firth of Forth unweit von Edinburgh das 5. Schlachtgeschwader unter Konteradmiral Evan-Thomas und das 1. und 2. Schlachtkreuzergeschwader unter Vizeadmiral Beatty
- im Cromarty Firth bei Dingwall das 2. Schlachtgeschwader
- in Scapa Flow auf den Orkney-Inseln vor der Nordküste Schottlands das 1. 2. und 4. Schlachtgeschwader sowie ein Schlachtkreuzergeschwader unter Jellicoe

Geplant war, dass Jellicoe der Hochseeflotte den Weg verlegen und Beatty ihr den Rückweg blockieren sollte. Aufgrund von Kommunikationsfehlern innerhalb der Funkaufklärung meldete die Marineführung noch am Mittag des 31. Mai, die Hochseeflotte befinde sich immer noch bei Wilhelmshaven vor Anker, weshalb die Admirale vom plötzlichen Zusammentreffen mit deutschen Kräften überrascht wurden.
Um 15:20 Uhr sichtete der Leichte Kreuzer HMS Galatea als nordöstlichstes Schiff der britischen Aufklärungslinie ein von deutschen Torpedobooten gestopptes dänisches Schiff. Der britische Kreuzer hielt die deutschen Torpedoboote B 109 und B 110, die zur II. Aufklärungsgruppe unter Konteradmiral Friedrich Boedicker, gehörten, für Kreuzer und eröffnete das Feuer.
Auf deutscher Seite näherte sich der Kleine Kreuzer Elbing, nachdem ihm von den Torpedobooten der gegnerische Verband gemeldet worden war. Die Elbing und die Galatea eröffneten sofort das Feuer aufeinander. Die Elbing konnte den Vorteil der höheren Treffsicherheit ausnutzen und trotz der extremen Entfernung schnell Treffer auf der Galatea erzielen. Alle britischen Kreuzer auf der Ostseite der britischen Schlachtkreuzerformation zogen sich daraufhin zurück, und Beatty änderte seinen Kurs nach Nordost, um das deutsche Geschwader abzufangen. Damit befand sich zwischen den Großkampfschiffen beider Flotten kein weiteres Schiff mehr.
Zu diesem Zeitpunkt stand das deutsche Gros noch über 50 Seemeilen weiter südlich. Der britische Schlachtplan sah vor, sich zwischen die Hochseeflotte und deren Heimathafen Wilhelmshaven zu positionieren. Dies gelang nicht mehr, da der britische Geheimdienst das Auslaufen der Hochseeflotte zu einem etwa neun Stunden späteren Zeitpunkt prognostiziert hatte. Diese war aber nunmehr bereits entsprechend weiter in die Nordsee vorgedrungen. Zudem war die Grand Fleet auf drei Stützpunkte verteilt und traf sich erst im Kampfgebiet. Die relative Position der einzelnen Flottenteile zueinander war auf Grund der Ungenauigkeiten der Koppelnavigation nicht exakt genug zu bestimmen. Deshalb war Jellicoe bis zum letzten Moment über die genaue Position des Schlachtkreuzergeschwaders und der Hochseeflotte im Unklaren. Im gesamten Verlauf der Schlacht war immer nur ein Teil der Flotten in Sichtweite der Flaggschiffe.
Beatty ging nach dem Sichten von Hippers Geschwader zunächst auf einen südöstlichen Kurs, um ihm den Weg abzuschneiden.

### Schlachtkreuzergefecht

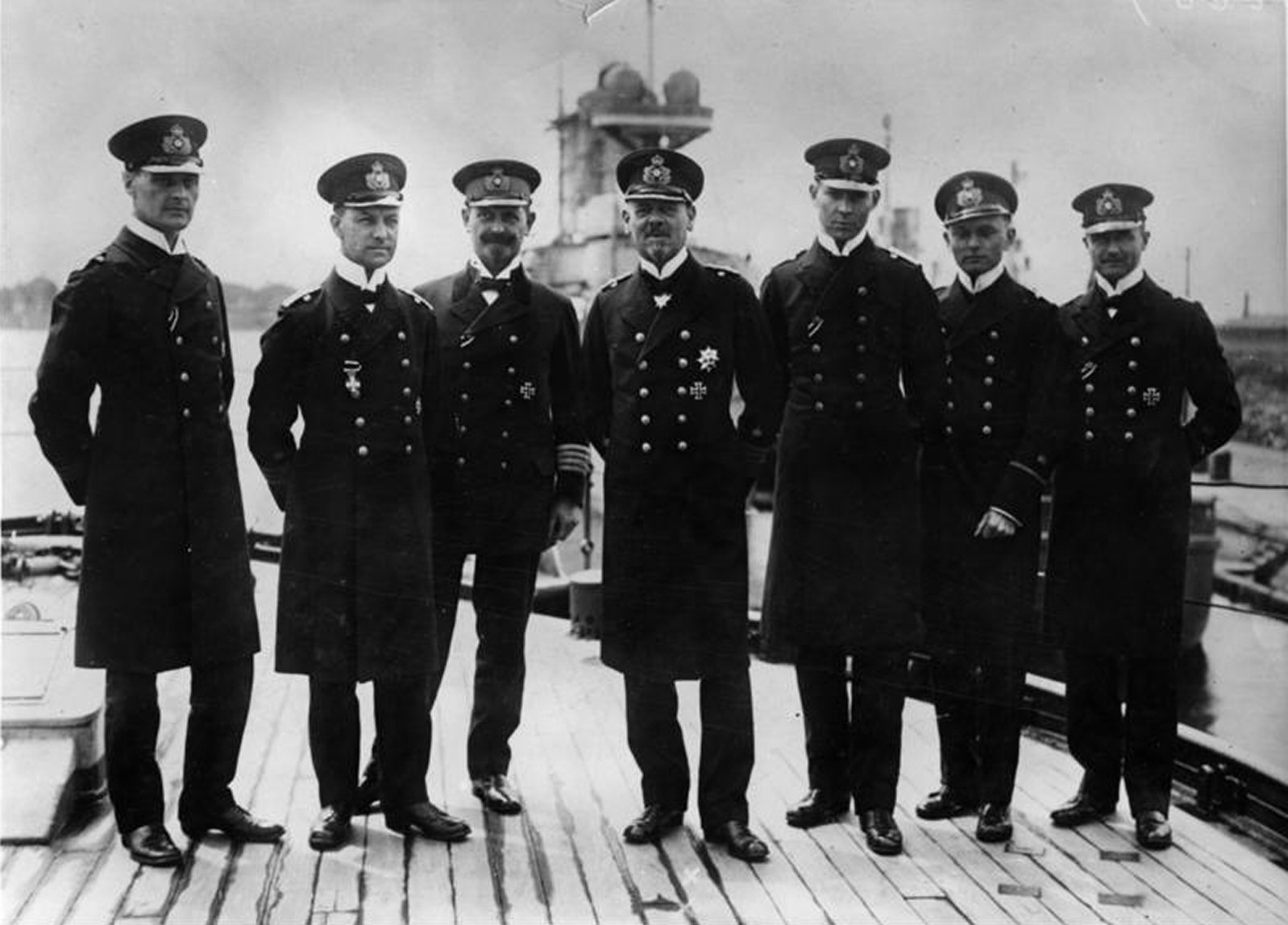
Vizeadmiral Franz von Hipper in der Mitte mit seinem Stab. Von links nach rechts: Kapitänleutnant Friedrich Brutzer, Kkpt. Erich Raeder, Marine-Generaloberarzt Adolf Hagenah, Vizeadmiral Hipper, Kptlt. Gottfried Hansen, Kptlt. Oskar von der Lühe, Konteradmiral Friedrich Boedicker

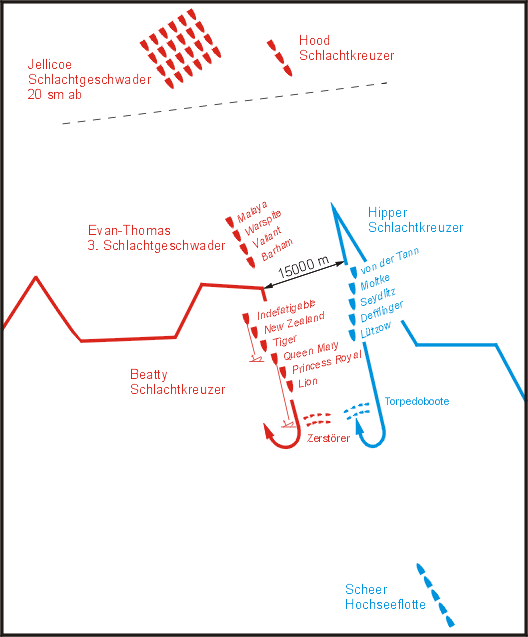
Das Zusammentreffen der Flottenteile

Um 16:25 Uhr kamen die britischen Schlachtkreuzer in Sichtweite. Admiral Hipper befahl daraufhin eine Kehrtwende nach Südost, um den Gegner auf das deutsche Gros zu führen. Beatty, der dieses Manöver nicht vorausgesehen hatte, befahl daraufhin eine Kursänderung nach Osten, um die deutschen Schlachtkreuzer abzufangen. Um 16:48 Uhr war die Entfernung auf etwa 15 km gesunken und die deutschen Schlachtkreuzer eröffneten das Feuer. Wegen des Sonnenstandes und durch den vom Wind verblasenen Rauch waren die Sichtbedingungen für die britischen Schiffe schlechter, so dass sie den Vorteil ihrer größeren Artilleriereichweite nicht ausspielen konnten. Wieder zeigte sich der Vorteil der deutschen Feuerleitung, denn zwischen den sich rasch einstellenden deutschen Treffern und den ersten britischen vergingen über zehn Minuten. Innerhalb der nächsten Stunde wurden zunächst die Indefatigable durch die Von der Tann, dann die Queen Mary von mehreren Salven der Derfflinger und der Seydlitz getroffen und zur Explosion gebracht. Bei der Indefatigable schlug die Explosion eines Turmtreffers in die Munitionskammer durch. Die Explosion entzündete auch die Treibladungen in den anderen Türmen, die ebenfalls explodierten und das Schiff völlig zerstörten. Die Queen Mary wurde dagegen direkt in eine Munitionskammer getroffen. Auf der Indefatigable überlebten nur vier, auf der Queen Mary nur 20 Mitglieder der jeweils etwa 1200 Mann starken Besatzung. Die deutschen Schlachtkreuzer erhielten zwar ebenfalls schwere Treffer, aber auf ihnen konnten die Munitionsräume noch rechtzeitig geflutet werden, und die Munitionsumladeräume verhinderten, dass aus den brennenden Türmen Stichflammen bis zu den Treibladungskartuschen vordringen konnten. Die britische Lion entging ebenfalls nur knapp dem Schicksal ihrer Schwesterschiffe, als der zentrale Turm „Q“ durch einen Volltreffer zerstört wurde, wobei die gesamte Turmbesatzung ums Leben kam.
Das Geschwader von Evan-Thomas war wegen verzögerter Signalübermittlung von Beatty getrennt worden. Es griff daher erst nach der Versenkung der Indefatigable in den Kampf ein und erzielte mehrere Treffer auf der von der Tann. Nach dem Untergang der Queen Mary waren Evan-Thomas’ neue Schlachtschiffe nah genug herangekommen, um ganz in das Gefecht einzugreifen. Diese Super-Dreadnoughts der neuesten Generation, die noch im Zweiten Weltkrieg eingesetzt wurden, waren im Vergleich zu den Schlachtkreuzern massiver gepanzert, und so richteten die deutschen Granaten wesentlich weniger Schaden an. Zusätzlich lieferten sich jetzt Torpedoboote und Zerstörer einen Kampf zwischen den Schlachtlinien. Der britische Zerstörer Nestor versenkte ein deutsches Torpedoboot, bevor er selbst aufgegeben werden musste. Sein Schwesterschiff Nomad brach nach Treffern auseinander, deutsche Torpedoboote retteten die Überlebenden beider Zerstörer. Der britische Zerstörer Petard torpedierte den Schlachtkreuzer Seydlitz, nachdem er schon das Torpedoboot V29 versenkt hatte. Als dann das deutsche Gros von den Briten gesichtet wurde, drehten diese ab, um die Hochseeflotte ihrerseits auf Jellicoes Hauptmacht zu ziehen. Zwischen dem Geschwader von Evan-Thomas und dem Führungsgeschwader der Hochseeflotte wurden jetzt ebenfalls Salven ausgetauscht, die jedoch keine größeren Schäden verursachten.

### Verfolgung

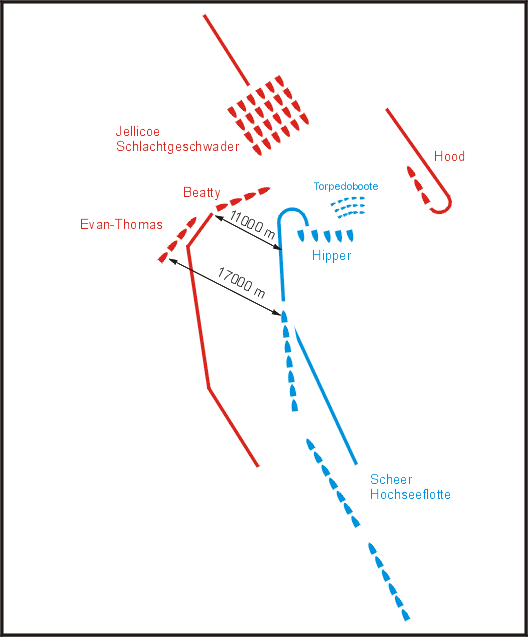
Die Verfolgung der Schlachtkreuzer

Admiral Jellicoe brachte währenddessen sein Gros, das in sechs Kolonnen gruppiert war, in den Fahrtweg der Hochseeflotte. Die Gruppierung in sechs Kolonnen ermöglichte die Herstellung einer Schlachtlinie in beliebiger Richtung in kurzer Zeit. Während der Verfolgung dauerte das Fernduell zwischen Evan-Thomas und der Hochseeflotte an, aber die schwere Panzerung der Schlachtschiffe verhinderte größere Schäden. Beatty gab per Funk eine Positionsmeldung durch, die um etwa 20 Seemeilen falsch war. Jellicoe war deshalb weiterhin unsicher, ob seine Kiellinie nach rechts oder links gebildet werden musste.
Währenddessen drehte das dritte britische Schlachtkreuzergeschwader unter Konteradmiral Hood auf die deutschen Schlachtkreuzer zu. Zuerst wurde der als Aufklärer voraus fahrende Kleine Kreuzer Wiesbaden außer Gefecht gesetzt, und Hipper setzte seine Torpedoboote zur Entlastung ein. Beatty stellte um 18:30 Uhr Sichtkontakt mit den Aufklärungseinheiten von Jellicoe her und drehte wieder auf die deutschen Schlachtkreuzer zu, um diese von Jellicoe abzudrängen. Die Anwesenheit der britischen Hauptflotte sollte den Deutschen so lange wie möglich verborgen bleiben, um es Jellicoe zu ermöglichen, die optimale Ausgangsposition, das „Crossing the T“, zu erreichen. Da die Torpedoboote anderweitig beschäftigt waren, wendete Hipper, um direkt als Vorhut von Scheers Gros zu kämpfen.

### Hauptgefecht
Um 19:14 Uhr lag Jellicoe eine definitive Positionsmeldung vor und er bildete seine Schlachtlinie nach Backbord. Währenddessen versuchten die Panzerkreuzer Warrior und Defence die manövrierunfähige Wiesbaden endgültig zu versenken, gerieten dabei aber in das konzentrierte Feuer der Lützow und Derfflinger aus 6000 Metern. Die Defence explodierte, wobei 903 Mann der Besatzung mitsamt dem Konteradmiral Arbuthnot ums Leben kamen. Die Warrior wurde manövrierunfähig und sank am nächsten Tag um 8:25 Uhr, nachdem die Schlepptrossen zum Flugzeugmutterschiff Engadine gerissen waren. 743 Überlebende konnten gerettet werden.
Evan-Thomas reihte sich nun an das Ende der britischen Schlachtlinie ein. Bei diesem Manöver verklemmte sich das Ruder der Warspite, die daraufhin eine Zeit lang im Kreise fuhr. Jedes in Sicht befindliche deutsche Schiff feuerte auf die Warspite, die schwere Treffer einstecken musste. Dies rettete jedoch viele Seeleute auf der Warrior, die jetzt nicht mehr vorrangig beschossen wurde. Die schwere Panzerung der Warspite verhinderte ihre Vernichtung, aber ihre Schäden waren so schwer, dass sie zum Heimathafen entlassen wurde.

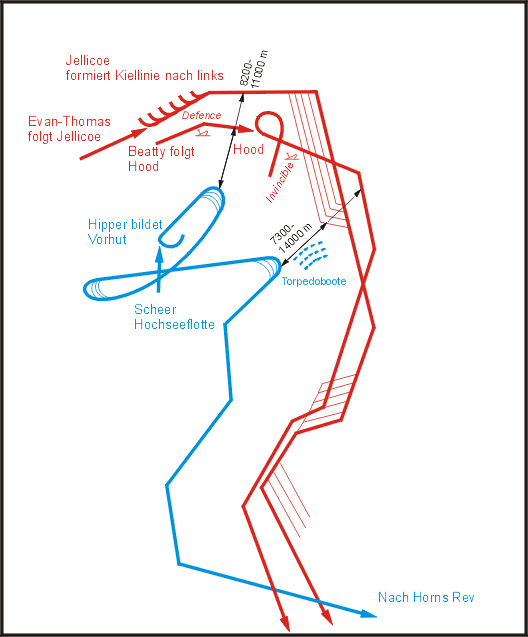
Das Zusammentreffen der Flottenteile

Admiral Scheer behielt seinen Nordostkurs zunächst bei, bis Hood in Kampfreichweite der deutschen Schlachtkreuzer kam. Hoods Flaggschiff Invincible erhielt einen Turmtreffer durch die dritte Salve der Lützow, der eine Munitionskammer zur Explosion brachte und das Schiff in zwei Teile zerriss, die anschließend noch eine halbe Stunde aus der See ragten. Mit Admiral Hood gingen über tausend Mann unter, nur sechs wurden gerettet.
Im Gegenzug erhielt die Lützow innerhalb einer Viertelstunde zehn Treffer, davon zwei im Bereich des vorderen Torpedoraumes, wo der Unterwasserschutz eine konstruktive Schwachstelle hatte. Hier fehlte das Torpedoschott, so dass große Teile des Vorschiffes geflutet wurden. Die Lützow wurde dadurch so buglastig, dass sie kaum noch Fahrt machen konnte. Ihr Funkraum und weitere Signaleinrichtungen waren ebenfalls ausgefallen. Damit war sie als Flaggschiff unbrauchbar geworden, und Hipper musste mit Hilfe eines Torpedoboots auf die Moltke umsteigen, um von dort aus den Kampf weiterzuführen.
Jellicoes Schlachtlinie kreuzte nun das T vor der deutschen Linie. Innerhalb weniger Minuten sahen die Deutschen im Norden nur noch eine lange Reihe aufblitzender Geschütze. Ansonsten hoben sich die britischen Schiffe kaum noch gegen den dunklen Horizont ab. Um 19:33 Uhr befahl Scheer deshalb seine erste Gefechtskehrtwende, bei der alle Schiffe vom Ende der Kiellinie her nacheinander um 180° wendeten.
Wegen der fortgeschrittenen Zeit, des Dunstes und des Nebelvorhangs, den die Torpedoboote zogen, gelang es ihm, sich zu lösen. Um 19:50 Uhr befahl er jedoch eine zweite Gefechtskehrtwende, die die bereits schwer beschädigten Schlachtkreuzer wieder an die Spitze brachte (Scheer: „Schlachtkreuzer ran an den Feind, voll einsetzen.“). Er hoffte, sich durch dieses überraschende Offensivmanöver den Rückweg freizumachen. Durch eine zwischenzeitliche Kursänderung nach Süden lag die Grand Fleet wieder vor der deutschen Vormarschrichtung.
Der zunächst eingeleitete deutsche Torpedobootangriff verpuffte wirkungslos. Dreizehn Torpedoboote schossen 31 Torpedos auf 6800 Meter Entfernung, ohne einen einzigen Treffer zu erzielen. Die deutsche Vorhut, die kaum noch einen kampfbereiten Schlachtkreuzer hatte, geriet in einen Hagel britischer Geschosse, ohne das Feuer in gleichem Maße erwidern zu können. Daraufhin befahl Scheer um 20:18 Uhr seine dritte Gefechtskehrtwende. Währenddessen wurde das Spitzenschiff Derfflinger aus 6.000 Metern verheerend getroffen. Da aber Jellicoe den Torpedobootangriff mit dem üblichen Gegenmanöver, nämlich Abdrehen, beantwortet hatte, brachte ihn dies außer Sicht und gab Scheer zusätzliche Zeit zum Absetzen. Beatty konnte den Kontakt halten, versäumte es aber, seinen Oberkommandierenden entsprechend zu unterrichten. Gegen 21:00 Uhr wurden noch vereinzelte Salven ausgetauscht. Jellicoe, der einen Nachtkampf unter allen Umständen vermeiden wollte, drehte nach Süden ab, in der Hoffnung, das Gefecht am nächsten Tag wieder aufnehmen zu können.

### Nachtgefecht und Durchbruch
Eine sofortige deutsche Wendung nach Süden hätte beide Flotten wieder aufeinander geführt. Sie wurde aber mit Verzögerung ausgeführt, sodass nun beide Flotten wieder den gleichen Kurs liefen. Für den Durchbruch wählte Scheer, der einen erneuten Tageskampf vermeiden musste, den einfachsten Weg und hielt direkt auf Horns Riff zu. Er passierte dabei den britischen Kreuzerschirm, den Jellicoe als Deckung gegen ein deutsches Entkommen zur Jade abkommandiert hatte. Die Nachtgefechte waren sehr verwirrend, da eine einheitliche Führung der Verbände auf beiden Seiten unmöglich war und so beide Flotten nur die noch bei Tageslicht gegebenen Befehle starr zu befolgen versuchten, während ihre Formationen sich bei Dunkelheit zum Teil aufzulösen begannen und ihre Kurse sich in einigen Fällen gar kreuzten.
Zunächst traf die deutsche IV. Aufklärungsgruppe auf das II. britische Kreuzergeschwader. Dabei wurde der leichte Kreuzer Frauenlob durch die Kreuzer Southampton und Dublin versenkt, die im Gegenzug schwer beschädigt wurden. Der britische Panzerkreuzer Black Prince, der wieder Anschluss an die eigene Flotte suchte, hielt versehentlich die abgeblendet fahrenden deutschen Schiffe für eigene Einheiten, näherte sich zu weit an und explodierte nach Treffern des Linienschiffes Thüringen, ohne selbst noch zum Schuss gekommen zu sein.
Einige britische Zerstörer fuhren einen Angriff auf die deutsche Formation. Der Kreuzer Rostock erhielt einen Torpedotreffer in die Kessel- und Heizräume und machte nur noch wenig Fahrt. Er wurde um 4:45 Uhr bei Insichtkommen britischer Kreuzer mit eigenen Torpedos versenkt.
Die Elbing musste ein Ausweichmanöver fahren, wurde durch die Posen gerammt und musste um 3:00 Uhr nachts von der Besatzung mit Sprengpatronen versenkt werden. Eine Stunde später sank dann schließlich auch der Kleine Kreuzer Wiesbaden – nur ein Mann überlebte.
Ihren eigenen Torpedoangriff überstanden drei der britischen Zerstörer jedoch nicht. Der Flottillenführer Tipperary und die Zerstörer Ardent und Fortune wurden auf 1000 Meter Entfernung von den Suchscheinwerfern der deutschen Linienschiffe Westfalen, Nassau und Rheinland erfasst und durch Geschützfeuer versenkt. Drei weitere wurden schwer beschädigt. Das Linienschiff Pommern wurde von Torpedos getroffen und sank mit 844 Mann. Der beschädigte Schlachtkreuzer Lützow wurde, weit hinter der deutschen Flotte zurückgeblieben und immer tiefer sackend, durch zwei eigene Torpedos um 2:45 Uhr versenkt, nachdem die Besatzung von vier Torpedobooten übernommen worden war. Das Nachtgefecht wurde zwar von britischen Schlachtschiffen beobachtet, sie meldeten dies aber nicht ans Flaggschiff weiter, da „das Gefecht in Sichtweite des Flaggschiffes erfolgte“. So gelang der deutsche Durchbruch. Beim Rückmarsch lief das Großlinienschiff Ostfriesland um 6:20 Uhr auf eine Mine, was zu erheblichem Wassereinbruch führte.

## Verluste

### Verluste der deutschen Hochseeflotte

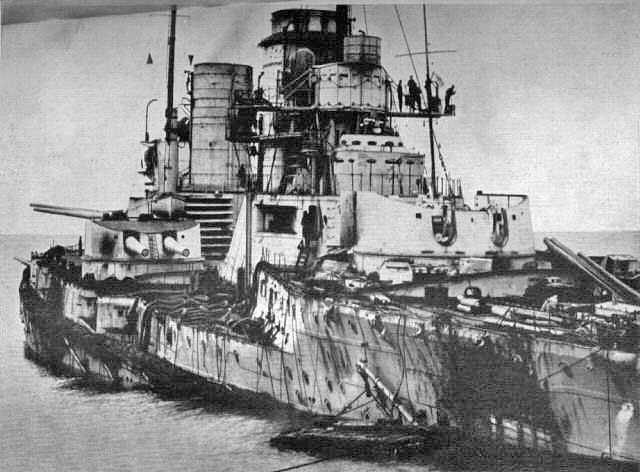
Die schwer beschädigte Seydlitz

Von den Großen Kreuzern musste die Lützow, nachdem sie wegen Treffern mit starkem Wassereinbruch vorzeitig entlassen worden war, während des Rückzugs in der Nacht doch noch aufgegeben werden. Zur Entlastung des überfluteten Vorschiffs über Heck fahrend, wurde die eingedrungene Wassermenge trotzdem so groß, dass sich das Heck so weit hob, dass die Propeller über dem Wasser drehten. Abschleppversuche der begleitenden Torpedoboote schlugen bei mittlerweile einsetzendem Seegang ebenfalls fehl. Die Besatzung der Lützow stieg auf die Torpedoboote um und G 38 versenkte den Kreuzer mit zwei Torpedoschüssen. Auch die anderen Schlachtkreuzer, die die Hauptlast des Kampfes getragen hatten, waren angeschlagen, so konnte die Seydlitz nur mit viel Mühe zurück nach Deutschland gebracht werden. Darüber hinaus gingen die Kleinen Kreuzer Wiesbaden, Frauenlob, Elbing, Rostock sowie das Einheitslinienschiff Pommern und fünf Torpedoboote (V 4, V 27, V 29, V 48 und S 35) verloren. Es waren 2.551 Gefallene und 507 Verwundete zu beklagen. Unter den Gefallenen war auch der Schriftsteller Gorch Fock, der auf der Wiesbaden diente.

### Verluste der britischen Grand Fleet

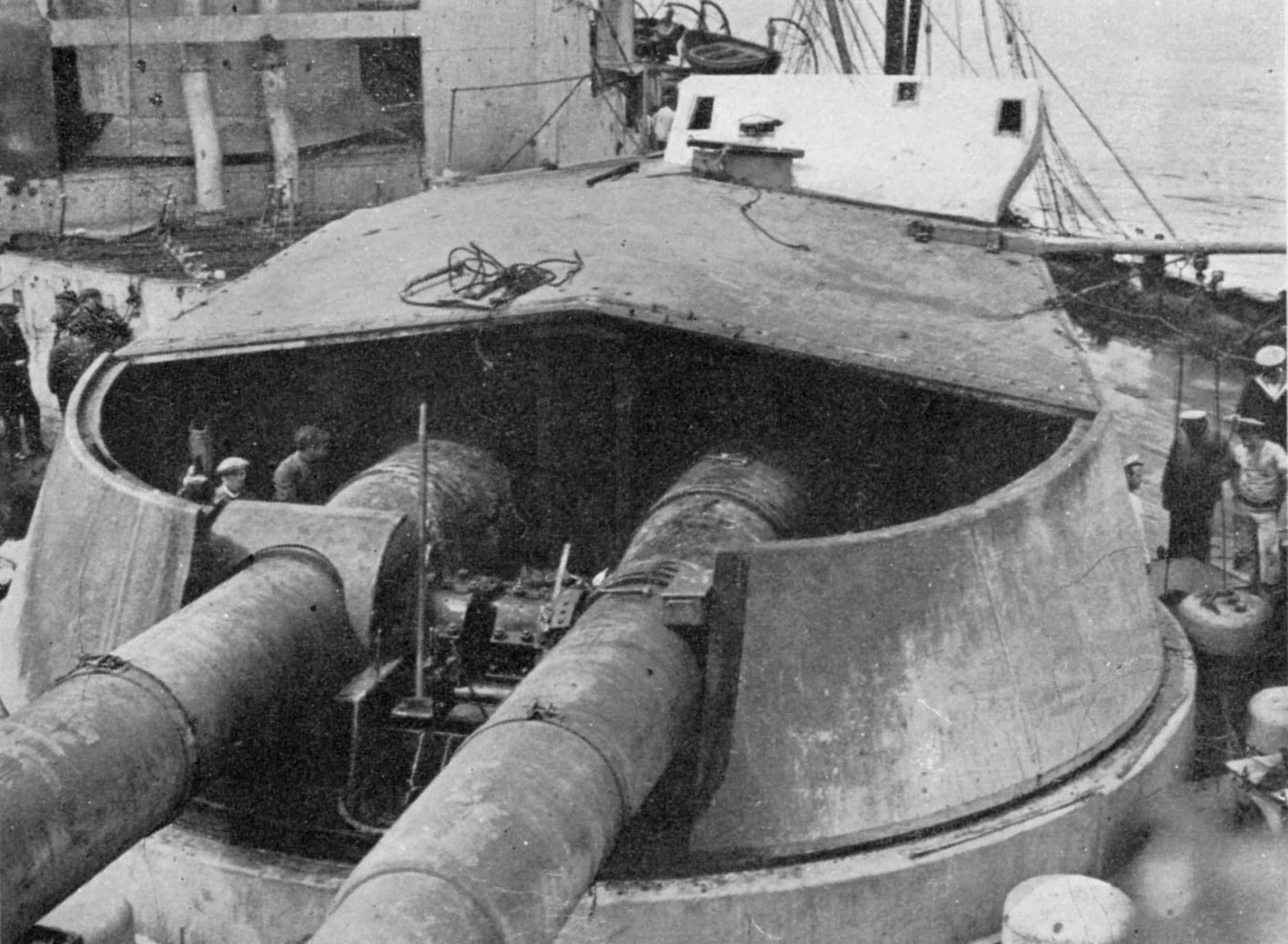
Beschädigter dritter Geschützturm des britischen Schlachtkreuzers Lion – eine 30,5-cm-Granate der Lützow durchschlug den Turm an der Nahtstelle der Stirnpanzerplatte zur Turmdecke und detonierte im Inneren über dem Geschützrohr

Bei den Schlachtkreuzern musste die britische Flotte empfindliche Verluste hinnehmen; die drei Schlachtkreuzer Queen Mary, Indefatigable und Invincible gingen allesamt durch Artilleriebeschuss mitsamt ihren Besatzungen verloren. Sie waren nur unzulänglich gepanzert und hatten große Lücken im inneren Brandschutz, so dass die deutschen Granaten in die Munitionskammern einschlugen. Zudem konnten bei Treffern in den Geschütztürmen die Stichflammen der detonierenden Granaten bis in die Kartuschenkammern vordringen und das dort gelagerte Kordit und damit das gesamte Schiff zur Explosion bringen.
Von den Panzerkreuzern gingen Defence, Warrior und Black Prince verloren, alle drei ebenfalls durch Artilleriebeschuss. Darüber hinaus wurden der als Flottillenführer eingesetzte Zerstörer Tipperary (1915) und sieben weitere Zerstörer (Ardent, Fortune, Nestor, Nomad, Shark, Sparrowhawk und Turbulent) vernichtet. Die versenkten britischen Panzerkreuzer sowie das deutsche Linienschiff Pommern waren veraltete Schiffe, deren Verlust auf das Kräfteverhältnis keinen großen Einfluss hatte. Es waren 6094 Gefallene und 674 Verwundete zu beklagen. Außerdem nahmen die Deutschen 177 schiffbrüchige Briten gefangen.
Alle Explosionen wurden durch zwei Faktoren begünstigt: Die Panzerung der Schlachtkreuzer war unzulänglich, und die Kommandanten stellten Feuergeschwindigkeit über Treffsicherheit. Deshalb wurden sehr viele Kartuschen in den Türmen vorgehalten und die schützenden Schotts geöffnet. Außerdem staute man hochexplosive Munition an unzureichend geschützten Orten, um den Munitionsvorrat zu vergrößern. Während die deutschen Schiffe metallene Kartuschen hatten, waren es auf britischen Schiffen zylindrisch geschnittene Seidenbeutel, die gegen Feuer nicht geschützt waren und bei Kontakt mit glühenden Pulverresten in den Geschützen explodieren konnten. Das Kordit als Treibladung war zwar nicht ganz so explosionsgefährdet wie die brisanten Granatfüllungen; das verleitete jedoch zu unvorsichtigem Umgang. Erst nach der Schlacht wurden die Vorschriften und Sicherheitsschotts geändert, um Munitionsexplosionen vorzubeugen. Bei der Grand Fleet resümierte man auch unzureichende Leistung der Explosivgeschosse, welche Jellicoe bereits vor dem Krieg bemängelte und die er erst spät im Krieg verbessern konnte, wodurch die deutschen Panzerungen während der Schlacht noch hochwirksam waren.

## Bedeutung
Für eine abschließende Beurteilung ist es wichtig festzuhalten, dass die Schlacht in verschiedenen Phasen gewonnen und verloren wurde. Obwohl Hipper eine gute Leistung zeigte und gegen Beatty als Sieger hervorgegangen war, hatte dieser dennoch seine Rolle erfüllt und Hipper in eine Falle gelockt. Bei zwei Gelegenheiten hatte Jellicoe Scheer zum Rückzug gezwungen. Das erste Mal verlief chaotisch, doch beim zweiten Mal gelang es Scheer, durch geschickte Manöver den Briten auszuweichen und sicher nach Deutschland zurückzukehren.
Beide Seiten beanspruchten den Sieg für sich. Die Deutschen hatten den Briten die deutlich schwereren Verluste beigebracht, insbesondere bei den Schlachtkreuzern. Außerdem gelang es den Briten nicht, wie geplant, den Rückzug der deutschen Hochseeflotte zu verhindern. Man warf Jellicoe daher später vor, die Gelegenheit zur völligen Vernichtung der gegnerischen Flotte nicht genutzt zu haben. Die Britische Grand Fleet war allerdings nach wie vor deutlich überlegen. Nach der Schlacht waren noch 24 britische und zehn deutsche Schlachtschiffe einsatzfähig, was dem Kräfteverhältnis vor der Schlacht entspricht. An der strategischen Gesamtsituation hatte sich somit nichts geändert und die britische Seeblockade konnte beibehalten werden.
Auch nach der Schlacht konnte die Hochseeflotte die britische Vorherrschaft auf See nicht nachhaltig gefährden und beide Seiten suchten nicht weiter die Entscheidungsschlacht. So näherten sich beide Flotten beispielsweise am 19. August 1916 bis auf 30 Seemeilen, ohne dass es zu einem Gefecht kam. Zwei britische Kreuzer wurden durch Torpedos deutscher U-Boote versenkt, was zu der deutschen Strategie eines Kräfteausgleichs gehörte. Im Oktober 1916 gab es einen deutschen Vorstoß zur Doggerbank, ohne dass eine britische Reaktion erfolgt wäre. Ein Grund dafür war die Gefahr eines möglichen Prestigeverlustes durch die Versenkung von Großkampfschiffen, da jedes für sich so kostspielig war wie eine komplette Armeedivision und in den Gedanken der Menschen das Sinnbild von Staatsmacht schlechthin war, gefördert durch die Vorkriegspropaganda beider Seiten.
Der uneingeschränkte U-Boot-Krieg der Kaiserlichen Marine, der die Entscheidung zur See herbeiführen sollte, band große Teile der Flotte für Geleit- und Minensuchoperationen. Im April 1918 gab es einen deutschen Vorstoß bis zur Höhe Bergen–Shetlands. Eine im Oktober 1918 von deutscher Seite geplante Entscheidungsschlacht im Englischen Kanal führte zu einer Meuterei der Matrosen, die daraufhin Matrosenräte bildeten. Ob es der Admiralität dabei darum gegangen war, mehr oder weniger realistische strategische Ziele zu erreichen, oder ob man nur nicht ruhm- und kampflos aufgeben wollte, ist umstritten. Sicher ist nur, dass sich die Matrosen weigerten, den als sinnlos empfundenen und den  Friedensverhandlungen zuwiderlaufenden Befehlen Folge zu leisten. Der sich daraus entwickelnde Kieler Matrosenaufstand war Ausgangspunkt der Novemberrevolution.
Die Skagerrakschlacht hatte beide Seiten vor große Herausforderungen gestellt. Wegen der hohen Geschwindigkeiten und zeitweise geringen Sichtweiten, praktisch komplett fehlender Luftaufklärung und der immer wieder auftretenden Abweichungen beim Bestimmen der eigenen Position war das Zusammentreffen der Flottenteile eher Glückssache. Außerdem musste sich der kommandierende Admiral ein Bild der Lage aus Meldungen machen, die durch die genannten Widrigkeiten recht selten und ungenau sein konnten. Möglichkeiten zur Luftaufklärung durch das Flugzeugmutterschiff Engadine und die deutschen Luftschiffe wurden nicht genutzt. Zu einem Schlagabtausch, wie ihn moderne Führungs- und Kommunikationsmittel erlaubt hätten, konnte es demnach 1916 nicht kommen.
Die Skagerrakschlacht bleibt die letzte große Flottenschlacht unter artilleristisch bewaffneten Schiffen. Bemerkenswert ist, dass der deutsche Flottenbau entscheidend zur Verschlechterung der britisch-deutschen Beziehungen vor 1914 beigetragen hatte, während die Seestreitkräfte dann aber nicht entscheidend in den Kriegsverlauf eingreifen konnten. Spätere Gefechte zwischen Schlachtschiffen, wie im Zweiten Weltkrieg, wurden fast nur noch nachts ausgetragen, wie in den zwei Seeschlachten von Guadalcanal (1942) und in der Schlacht in der Surigao-Straße (1944), oder es waren nur wenige Schiffe beteiligt (Hood und Prince of Wales gegen Bismarck und Prinz Eugen).

## Schlachtordnung
Der deutsche Flottenchef war Vizeadmiral Reinhard Scheer, Befehlshaber der I. Aufklärungsgruppe und I. Befehlshaber der Aufklärungsschiffe war Vizeadmiral Franz von Hipper. Es waren 16 Schlachtschiffe, fünf Schlachtkreuzer, sechs veraltete Einheitslinienschiffe, elf Kleine Kreuzer und 61 Torpedoboote beteiligt. Letztere erreichten annähernd die Größen der britischen Zerstörer.

### Hochseeflotte
|                                   | Schiffe              | Kommando                                                         | abgefeuerte Granaten | erhaltene Treffer |
| 1. Schlachtgeschwader 1. Division | Ostfriesland         | Ernst-Oldwig von Natzmer Vizeadmiral Ehrhard Schmidt             | 213                  |                   |
|                                   | Thüringen            | Hans Küsel                                                       | 254                  |                   |
|                                   | Helgoland            | Friedrich von Kameke                                             | 124                  | 1                 |
|                                   | Oldenburg            | Wilhelm Höpfner                                                  | 171                  |                   |
| 2. Division                       | Posen                | Richard Lange Konteradmiral Walter Engelhardt                    | 149                  |                   |
|                                   | Rheinland            | Heinrich Rohardt                                                 | 61                   |                   |
|                                   | Nassau               | Hans Klappenbach                                                 | 181                  | 4                 |
|                                   | Westfalen            | Johannes Redlich                                                 | 333                  | 2                 |
| 2. Schlachtgeschwader 3. Division | Deutschland          | Hugo Meurer Konteradmiral Franz Mauve                            | 6                    |                   |
|                                   | Hessen               | Rudolf Bartels                                                   | 63                   |                   |
|                                   | Pommern              | Siegfried Bölken                                                 |                      | 1                 |
| 4. Division                       | Hannover             | Wilhelm Heine Konteradmiral Gottfried von Dalwigk zu Lichtenfels | 73                   |                   |
|                                   | Schlesien            | Friedrich Behncke                                                | 35                   |                   |
|                                   | Schleswig-Holstein   | Eduard Varentrapp                                                | 20                   | 1                 |
| 3. Schlachtgeschwader 5. Division | König                | Franz Brüninghaus Konteradmiral Paul Behncke                     | 305                  | 14                |
|                                   | Großer Kurfürst      | Ernst Goette                                                     | 353                  | 8                 |
|                                   | Kronprinz            | Constanz Feldt                                                   | 144                  |                   |
|                                   | Markgraf             | Karl Seiferling                                                  | 468                  | 5                 |
| 6. Division                       | Kaiser               | Walter von Keyserlingk Konteradmiral Hermann Nordmann            | 256                  | 2                 |
|                                   | Kaiserin             | Karl Sievers                                                     | 295                  |                   |
|                                   | Prinzregent Luitpold | Karl Heuser                                                      | 275                  |                   |
|                                   | Friedrich der Große  | Theodor Fuchs Vizeadmiral Reinhard Scheer                        | 223                  |                   |
| I. Aufklärungsgruppe              | Lützow               | Victor Harder Vizeadmiral Franz von Hipper                       | 780                  | 24                |
|                                   | Derfflinger          | Johannes Hartog                                                  | 620                  | 30                |
|                                   | Seydlitz             | Moritz von Egidy                                                 | 826                  | 25                |
|                                   | Moltke               | Johannes von Karpf                                               | 605                  | 5                 |
|                                   | Von der Tann         | Hans Zenker                                                      | 268                  | 4                 |
| II. Aufklärungsgruppe             | Frankfurt            | Thilo von Trotha                                                 | 381                  | 4                 |
|                                   | Elbing               | Rudolf Madlung                                                   | 230                  | 2                 |
|                                   | Pillau               | Konrad Mommsen                                                   | 117                  |                   |
|                                   | Wiesbaden            | Fritz Reiß                                                       |                      |                   |
| IV. Aufklärungsgruppe             | Stettin              | Friedrich Rebensburg Kommodore Ludwig von Reuter                 | 81                   | 4                 |
|                                   | München              | Oskar Böcker                                                     | 161                  | 10                |
|                                   | Frauenlob            | Georg Hoffmann                                                   |                      |                   |
|                                   | Stuttgart            | Max Hagedorn                                                     | 64                   |                   |

### Grand Fleet
Der britische Flottenchef war Admiral Sir John Jellicoe, der 99 zum Großteil schwere Einheiten in seinem Verband hatte. Geschwaderchef der Schlachtkreuzer war Vizeadmiral Sir David Beatty, der 52 Einheiten befehligte.
Es waren insgesamt 28 Schlachtschiffe, neun Schlachtkreuzer, acht Panzerkreuzer, 26 Leichte Kreuzer und 80 weitere britische Schiffe beteiligt.
|                                   | Schiff             | Kommando                                               | abgefeuerte Granaten | erhaltene Treffer |
| --------------------------------- | ------------------ | ------------------------------------------------------ | -------------------- | ----------------- |
| 2. Schlachtgeschwader 1. Division | HMS King George V  | Frederick Field Vizeadmiral Martyn Jerram              | 9                    |                   |
|                                   | HMS Ajax           | George Henry Baird                                     | 6                    |                   |
|                                   | HMS Centurion      | Michael Culme-Seymour                                  | 19                   |                   |
|                                   | HMS Erin           | Victor Stanley                                         | 6                    |                   |
| 2. Division                       | HMS Orion          | Oliver Backhouse                                       | 51                   |                   |
|                                   | HMS Monarch        | George Borrett                                         | 53                   |                   |
|                                   | HMS Conqueror      | Hugh Tothill                                           | 57                   |                   |
|                                   | HMS Thunderer      | James Fergusson                                        | 37                   |                   |
| 4. Schlachtgeschwader 3. Division | HMS Iron Duke      | Frederic Charles Dreyer Admiral John Jellicoe          | 140                  |                   |
|                                   | HMS Royal Oak      | Crawford Maclachlan                                    | 122                  |                   |
|                                   | HMS Superb         | Edmond Hyde Parker Konteradmiral Alexander Duff        | 54                   |                   |
|                                   | HMS Canada         | William Nicholson                                      | 151                  |                   |
| 4. Division                       | HMS Benbow         | Henry Wise Parker Vizeadmiral Frederik Doveton Sturdee | 100                  |                   |
|                                   | HMS Bellerophon    | Edward Francis Bruen                                   | 62                   |                   |
|                                   | HMS Temeraire      | Edwin Veale Underhill                                  | 72                   |                   |
|                                   | HMS Vanguard       | James Douglas Dick                                     | 80                   |                   |
| 1. Schlachtgeschwader 5. Division | HMS Colossus       | Dudley Pound Admiral Percy Grant                       | 93                   | 2                 |
|                                   | HMS Collingwood    | James Clement Ley                                      | 84                   |                   |
|                                   | HMS St Vincent     | William Wordsworth Fisher                              | 98                   |                   |
|                                   | HMS Neptune        | Vivian Bernard                                         | 48                   |                   |
| 6. Division                       | HMS Marlborough    | George Parish Ross                                     | 222                  |                   |
|                                   | HMS Revenge        | Edward Buxton Kiddle                                   | 189                  |                   |
|                                   | HMS Hercules       | Lewis Clinton-Baker                                    | 98                   |                   |
|                                   | Agincourt          | Henry Montagu Doughty                                  | 144                  |                   |
| 1. Schlachtkreuzer Geschwader     | HMS Lion           | Ernle Chatfield Vizeadmiral David Beatty               | 326                  | 14                |
|                                   | HMS Princess Royal | Walter Henry Cowan                                     | 230                  | 9                 |
|                                   | HMS Queen Mary     | Cecil Irby Prowse                                      | 150                  | 7                 |
|                                   | HMS Tiger          | Henry Bertram Pelly                                    | 439                  | 18                |
| 2. Schlachtkreuzer Geschwader     | HMS New Zealand    | John Green Konteradmiral William Pakenham              | 420                  | 1                 |
|                                   | HMS Indefatigable  | Charles Fitzgerald Sowerby                             | 40                   | 5                 |
| 3. Schlachtkreuzer Geschwader     | HMS Invincible     | Arthur Lindesay Cay Konteradmiral Horace Hood          | 110                  | 5                 |
|                                   | HMS Inflexible     | Edward Heaton-Ellis                                    | 88                   |                   |
|                                   | HMS Indomitable    | Francis William Kennedy                                | 175                  |                   |
| 5. Schlachtgeschwader             | HMS Barham         | Arthur William Craig Konteradmiral Hugh Evan-Thomas    | 362                  | 6                 |
|                                   | HMS Valiant        | Maurice Woollcombe                                     | 379                  |                   |
|                                   | HMS Warspite       | Edward Phillpotts                                      | 259                  | 20                |
|                                   | HMS Malaya         | Algernon Boyle                                         | 246                  | 7                 |

## Kulturelle Verarbeitung
Die Seeschlacht am Skagerrak wurde in den Jahren der Weimarer Republik von den rechten Parteien regelmäßig am 31. Mai als großer Sieg gefeiert. In Wilhelmshaven fanden bis Ende der 1960er Jahre Skagerrakfeiern mit Umzügen, Paraden und Kranzniederlegungen statt. Bis in die Siebzigerjahre wurde in Wilhelmshaven am Jahrestag ein Großer Zapfenstreich aufgeführt.
Die Seeschlacht am Skagerrak inspirierte bekannte Künstler und Schriftsteller in ihren Werken.
Claus Bergen, Maler der Skagerrakschlacht
Bei der Rückkehr der Deutschen Hochseeflotte von der Seeschlacht vor dem Skagerrak hielt sich der Marinemaler Claus Bergen zufällig in Wilhelmshaven auf. Er sprach als erster Marinemaler mit Besatzungsmitgliedern, empfand die Stimmung und sah „stolze“ und zusammengeschossene Schiffe. Sein hervorragender Kontakt zu Admiral Hipper, dem I. Befehlshaber der Aufklärungsschiffe, ergab für Bergen die Möglichkeit, bei Übungen der Flotte mitzufahren. Claus Bergen setzte danach seine Eindrücke in zahlreichen Gemälden um und gilt seitdem als der Maler der Skagerrakschlacht.
Theodor Plievier, Romancier der Matrosen
Der deutsche Schriftsteller Theodor Plievier verarbeitete die Ereignisse der Skagerrakschlacht in seinem autobiographischen Roman Des Kaisers Kulis. Dabei ging er besonders auf die Sichtweisen und Schicksale der einfachen Matrosen beider Nationen ein. Der Roman war ein internationaler Erfolg und erschien unter der Regie von Erwin Piscator auch als Bühnenfassung (Uraufführung am 31. August 1930 an der Piscator-Bühne am Lessingtheater).
Reinhard Goering
Der expressionistische Schriftsteller Reinhard Goering schrieb mit seiner Tragödie Seeschlacht ein philosophisches Theaterstück mit heroischem Grundgefühl, aber mit pazifistischem Unterton, das kurz nach seiner Fertigstellung noch während des Ersten Weltkriegs in Dresden uraufgeführt wurde.
Selma Lagerlöf
Im Roman Das heilige Leben von Selma Lagerlöf wird der Krieg mit dem Verbrechen des Kannibalismus gleichgesetzt. Der Bezug zu realen Kriegsereignissen wird hergestellt durch die toten Matrosen, die sich nach der Skagerrakschlacht zu dutzenden in den Netzen der Fischer verfangen.
In der Zeit des Nationalsozialismus trug der Kemperplatz in Berlin-Tiergarten den Namen Skagerrakplatz.

## Gedenkstätte
An der dänischen Nordseeküste auf einem Gelände unmittelbar westlich des Ortes Thyborøn wurde 2016 eine Gedenkstätte für die Seeschlacht vor dem Skagerrak errichtet. Die Gedenkstätte wurde von Paul Madsen Cederdorff, einem dänischen Bildhauer, gestaltet.  In der Dünenlandschaft wurden 26 Granitsteine mit einer Höhe von bis zu 3,5 m errichtet – einer für jedes der in der Skagerrakschlacht versenkten Schiffe.  Jeder Stein erhält eine Inschrift mit Namen und anderen relevanten Daten des betreffenden Schiffs.
Um die großen Granitsteven herum wurde eine Figur für jede Person aufgestellt, die beim Verlust eben dieses Schiffs ums Leben kam. Insgesamt wurden so 8.645 Figuren ausgestellt, die die enormen Menschenverluste der Schlacht visualisieren soll. Die Gedenkstätte unterscheidet in seiner Ausformung nicht zwischen englischen und deutschen Seeleuten. Die Idee des Projekts ist es, für die gefallenen Seeleute ein Denkmal auf neutralem Boden zu errichten – eine Skulptur für jeden, der in der Skagerrakschlacht sein Leben ließ. 

## Film
- Die versunkene Flotte (Titelvarianten: Schlacht am Skagerrak/Seeschlacht beim Skagerrak, D 1926, Regie: Manfred Noa, mit Hans Albers als Oberheizer Tim Kreuger und Heinrich George als Obermaat Röwer). Der Film basiert auf dem gleichnamigen Roman von Helmut Lorenz. Parallel wurde eine englische Fassung unter dem Titel When Fleet Meets Fleet: A Romance of the Great Battle of Jutland gedreht, die im Gegensatz zur deutschen Fassung überliefert ist.